# Armoiries de Porto Rico
Le blason de Porto Rico a d'abord été accordé par la Couronne espagnole en 1511 et qu'à ce titre il est aujourd'hui le plus vieux blason encore utilisé dans le nouveau monde. Il a été officiellement réadopté par le gouvernement de Porto Rico en 1976.
Sur le bouclier, le fond vert représente la flore de l'île. L'agneau de Dieu et le drapeau avec une croix sur le bouclier sont les symboles de Jésus-Christ, alors que le livre avec les sept sceaux sur lesquels l'agneau de Dieu s'assoit représente le livre de l'Apocalypse, généralement attribué à Jean l'Évangéliste. La bordure est composée de plusieurs éléments : les châteaux et les lions pour représenter la Castille et le León (la Couronne de Castille) et un drapeau avec les armoiries d'Aragon et de Sicile (pour la Couronne d'Aragon). La croix de Jérusalem représente la foi catholique.
Le "F" et le joug (espagnol : "yugo") représentent Ferdinand II d'Aragon alors que le "Y" et les flèches (espagnol : "flechas") représentent Isabelle Ire de Castille, qui a accordé le blason à Porto Rico. Dans la partie inférieure, sur une ceinture d'argent on peut lire la devise officielle de Porto Rico en latin : Joannes est nomem ejus ("Jean est son nom") en référence au Vulgate 1:63 de Saint Luc car San Juan ou Saint-Jean était le nom d'origine de l'Île.

## Sceau
Tous les territoires américains possèdent un sceau. Celui de Porto Rico existe mais il est très peu employé au profit des armoiries décrites ci-dessus.